# Carrionia flavicollis
Carrionia flavicollis är en insektsart som beskrevs av Frederick Arthur Godfrey Muir 1931. Carrionia flavicollis ingår i släktet Carrionia och familjen Lophopidae. Inga underarter finns listade i Catalogue of Life.